# Цвік Марко Веніамінович
Цвік Марк (Марко) Веніамінович (21 червня 1924, Гадяч, Полтавська область — 20 серпня 2011, Харків) — український правознавець, доктор юридичних наук, професор, один із засновників відділення теорії та історії держави і права Національної академії правових наук України.

## Біографія
Народився 21 червня 1924 року в м. Гадячі Полтавської області, його юність припала на часи Другої Світової війни. Трудову діяльність М. В. Цвік розпочав з липня 1941 р. — працював токарем на оборонних підприємствах Харкова, а згодом Челябінська. У травні 1942 р. був призваний на військову службу, яку проходив до травня 1943 р., згодом був демобілізований у зв'язку з інвалідністю.
У 1945 р. Марк Веніамінович став студентом Харківського юридичного інституту, який закінчив з відзнакою в 1948 р. Потім поступив до аспірантуру на кафедру теорії держави і права, в 1952 р. захистив кандидатську на тему «Радянський закон», зміст якого полягає в послідовному проведенні ідеї верховенства закону стосовно інших правових актів, а також указів Президії Верховної Ради СРСР.
З 1949 р. М. В. Цвік почав працювати в Харківському юридичному інституті. У 1974–1975 рр. виконував обов'язки завідувача кафедри теорії держави і права.
У 1987 р. захистив докторську дисертацію «Теорія соціалістичної демократії».
М. В. Цвік приділяв увагу створенню гідного наукового потенціалу, під його керівництвом підготовлено 14 кандидатів юридичних наук і 4 доктори юридичних наук, також був членом спеціалізованої вченої ради Національного університету «Юридична академія України імені Ярослава Мудрого» із захисту докторських і кандидатських дисертацій.
Помер 20 серпня 2011 р. у м. Харкові. За свідченнями людей, що його знали, М. В. Цвік був чуйною і відкритою людиною.

## Наукова та практична діяльність
Марко Веніамінович спеціалізувався на дослідженні проблематики: теорії юридичних нормативних актів, правотворчого процесу, процес становлення державності України, поділ влади, праворозуміння і проведення референдумів.
У 1953 (за іншими даними в 1952) році під науковим керівництвом професора Слівіцкого захистив дисертацію на здобуття наукового ступеня кандидата юридичних наук тему «Радянський закон», а в 1986 (за іншими даними в 1987) році захистив докторську дисертацію на тему «Проблеми теорії соціалістичної демократії: державно-правові аспекти». У 1988 (за іншими даними в 1987) році отримав професорське звання. Був науковим керівником більш ніж 20 кандидатів і докторів юридичних наук.
Був автором понад 180 наукових праць, основними серед яких були: «Про підзаконність Указу Президії Верховної Ради СРСР» (1956), «Закон створює народ» (1960), «Форми держави» (1965), «Ради - органи, які працюють», «Конституційні засади радянської демократії» (1972, написана в співавторстві), «Теорія соціалістичної демократії (державно-правові аспекти)» (1986), «Актуальні проблеми організації влади в Україні» (1995), «Конституційне право України» (1995), «Про сучасне праворозуміння» (2001), «Загальна теорія держави і права» (2002), «Конституційне право закордонних країн» (2003) і «Правова система України: стан і перспективи» (2008, написана в співавторстві).
В кінці XX - початку XXI століть написав ряд програмних статей, в яких були викладені «нові, незвичайні, навіть реформаторські для вітчизняної юридичної науки ідеї і концепції, які хвилювали його особисто як вченого і громадянина». Серед цих статей можна виділити: «Верховенство права в контексті прав людини» (2000), «Праворозуміння (значення повторення суспільних відносин для його дослідження)» (2000), «Про судову практику» (написана в співавторстві, 2000), «Про сучасне праворозуміння» (2001), «Основні напрямки наукових досліджень в області теорії держави і права» (2003), «Право як система повторюваних юридично оформлених громадських відносин» (2010).
Марк Веніамінович разом зі своїм учителем Володимиром Слівіцкім і Володимиром Копєйчиковим був одним із засновників, і одним з найвідоміших представників Харківської школи загальної теорії права та держави, яка займалася дослідженням постановок, розробок і рішень політично гострих проблем вчень про державу і праві.
Чималим був внесок М. В. Цвіка в розробку чинного законодавства та вдосконалення практики його реалізації. Брав активну участь у розробці проектів Конституції України 1996 р., низки законопроектів про референдум, про вибори народних депутатів, а також про Конституційний Суд України. Брав участь у підготовці нової редакції Конституції України у зв'язку з необхідністю здійснення результатів референдуму 2000 р. За значний внесок у справу державотворення незалежної України у 1996 р. був нагороджений орденом «За заслуги».

## Нагороди та вшанування пам'яті
Марк Веніамінович був відзначений наступними нагородами, преміями та почесними званнями:
- Орден «За заслуги» III ступеня (2003)[11].
- Почесний знак «Відмінник освіти України» (2001).
- Почесне звання «Заслужений діяч науки і техніки України» (1995).
- Сім медалей.
- Переможець і лауреат конкурсу Союзу юристів України «за видавничу діяльність» (1995) і «за досягнення в педагогічній роботі» (2002).
- Лауреат премії імені Ярослава Мудрого у номінації «за видатні досягнення в науково-дослідній діяльності з проблем правознавства» (2003).
- Заслужений професор Національної юридичної академії імені Ярослава Мудрого (2009).

21 червня 2014 відбувся круглий стіл пам'яті Марка Веніаміновича Цвіка «Актуальні питання теорії демократії».